# Gmina Illyria

Położenie Gminy Illyria w hrabstwie Fayette

Gmina Illyria (ang. Illyria Township) – gmina w USA, w stanie Iowa, w hrabstwie Fayette. Według danych z 2000 roku gmina miała 562 mieszkańców, a jej powierzchnia wynosi 95,45 km².